# Systemmodell
Das Systemmodell ist ein 1972 von der Pflegewissenschaftlerin Betty Neumann in den Vereinigten Staaten von Amerika entwickeltes Pflegemodell. Ihr Schwerpunkt liegt dabei auf der Prävention durch Förderung der Abwehrkräfte der Gepflegten gegen Stress, wodurch ihrer Theorie nach Wohlbefinden entsteht. Die Grundlagen dieser Theorie basieren auf Pierre Teilhard de Chardin, in der Gestalttherapie, dem Allgemeinen Anpassungssyndrom und der Systemtheorie. In Neumanns Modell werden die Pflegeempfänger Klienten genannt.
Damit der Klient ein optimales Wohlbefinden erreichen kann, hat Neumann Grundannahmen festgelegt:
- Der Klient ist ein offenes System.

- Jedes System ist einzigartig, es bildet sich aus gemeinsamen Faktoren und Verhaltensweisen.

- Der Mensch wird als Ganzheit wahrgenommen, dass in ständiger Wechselbeziehung zu seiner Umwelt steht. Diese Annahme stellt sicher, dass die Würde des Einzelnen gewahrt wird und keine Objektifizierung stattfindet.

- „[...] der Klient wird als ein Verbund aus physiologischen, psychologischen, entwicklungsspezifischen, soziokulturellen und spirituellen Variablen aufgefaßt, die miteinander in Wechselwirkung stehen und sich im Idealfall harmonisch oder stabil in bezug auf die Einflüsse innerer wie auch äußerer Streßfaktoren verhalten.“[1]

- Stressoren können den Einzelnen so beeinflussen, dass das System bedroht wird.
- Durch Reaktionen auf die Umwelt hat der Einzelne eine normale Abwehrlinie gebildet, die sein gewohntes Wohlbefinden sichert.

- Neben dieser Abwehrlinie verfügt der Einzelne noch über „Widerstandlinien“, die ihn stabilisieren und entweder das gewohnte Wohlbefindesniveau herstellen oder erweitern.

- Die Pflegenden können durch Präventionen (=Interventionen) die Stabilität des Einzelnen bewahren oder erweitern.

- „Optimales Wohlbefinden stellt den höchsten zu einem gegebenen Zeitpunkt erreichbaren Grad von Systemstabilität dar.“[2]

Aufgabe der Pflege ist es eine Einschätzung des Stabilitätsgrades (Resistenz gegen Stressoren) des Klienten, sowohl vorhandene als auch die Auswirkung möglicher Stressoren zu beurteilen. Ziel muss dabei sein ein bestmöglisches Wohlbefinden (Gesundheit) zu erreichen, aufrechtzuerhalten oder die Abwehrkräfte zu verbessern.